# Marie Nádvorníková
Marie Nádvorníková (roz. Riedlová, 4. července 1944, Přerov – 23. října 2017, Olomouc) byla česká knihovnice a bibliografka, dlouholetá ředitelka Vědecké knihovny v Olomouci.

## Životopis
Vystudovala gymnázium v Přerově a knihovnictví na Univerzitě Karlově v Praze (abs. 1967). Poté nastoupila do Státní vědecké knihovny v Olomouci, kde se věnovala bibliografii. Od roku 1973 vedla oddělení bibliografie. Věnovala se i katalogizaci a mezi lety 1978–1979 vedla oddělení jmenné katalogizace. V letech 1979–1982 působila v Okresní knihovně v Přerově jako náměstkyně ředitele. Mezi lety 1982–2003 byla ředitelkou Státní vědecké knihovny v Olomouci (od roku 2001 Vědecké knihovny v Olomouci).
Byla hlavní redaktorkou časopisů Z knihovnické praxe a Knihovní obzor. Mezi léty 1991–1999 externě vyučovala knihovnictví na Masarykově univerzitě v Brně. V letech 1992–2003 byla místopředsedkyní SDRUKu.

## Dílo (výběr)
- Moravika 19. století ve fondech SVK Olomouc a SVK Brno. Olomouc 1982–1986. 8 sv. (s Miroslavem Nádvorníkem a kolektivem)
- Postavy české hudby. Výběrová bibliografie knižních publikací a článků z hudebního tisku 1945–1982. Olomouc 1984.
- Systémy knihoven. Praha 1992 (kandidátská disertační práce).
- Kooperační katalogizace. Aktuální problematika systémových vazeb v automatizovaných sítích knihoven. Praha 1993. (společně s Naďou Smékalovou a Libuší Koudelkovou)
- Bibliografie k vývoji Moravy a Slezska. Literatura z let 1801–1993. Brno 1994. (společně s Jaromírem Kubíčkem)

## Ocenění
- v roce 1999 obdržela v Košicích Medaili Ľudivíta Vladimíra Riznera za vklad do česko-slovenské bibliografické spolupráce.

- v roce 2003 obdržela Medaili Z. V. Tobolky.[4]